# 16962 Elizawoolard
16962 Elizawoolard è un asteroide della fascia principale. Scoperto nel 1998, presenta un'orbita caratterizzata da un semiasse maggiore pari a 2,4124058 UA e da un'eccentricità di 0,1216392, inclinata di 6,95696° rispetto all'eclittica.